# Brasilanus lateralis
Brasilanus lateralis är en insektsart som beskrevs av Rauno E. Linnavuori och Heller 1961. Brasilanus lateralis ingår i släktet Brasilanus och familjen dvärgstritar. Inga underarter finns listade i Catalogue of Life.